# Атюр'єво
Атю́р'єво (рос. Атюрьево, ерз. Атерь) — село, центр Атюр'євського району Мордовії, Росія. Адміністративний центр Атюр'євського сільського поселення.
Населення — 4429 осіб (2010; 4736 у 2002).
Національний склад станом на 2002 рік:
- мордва — 79 %